# Mali Požarevac

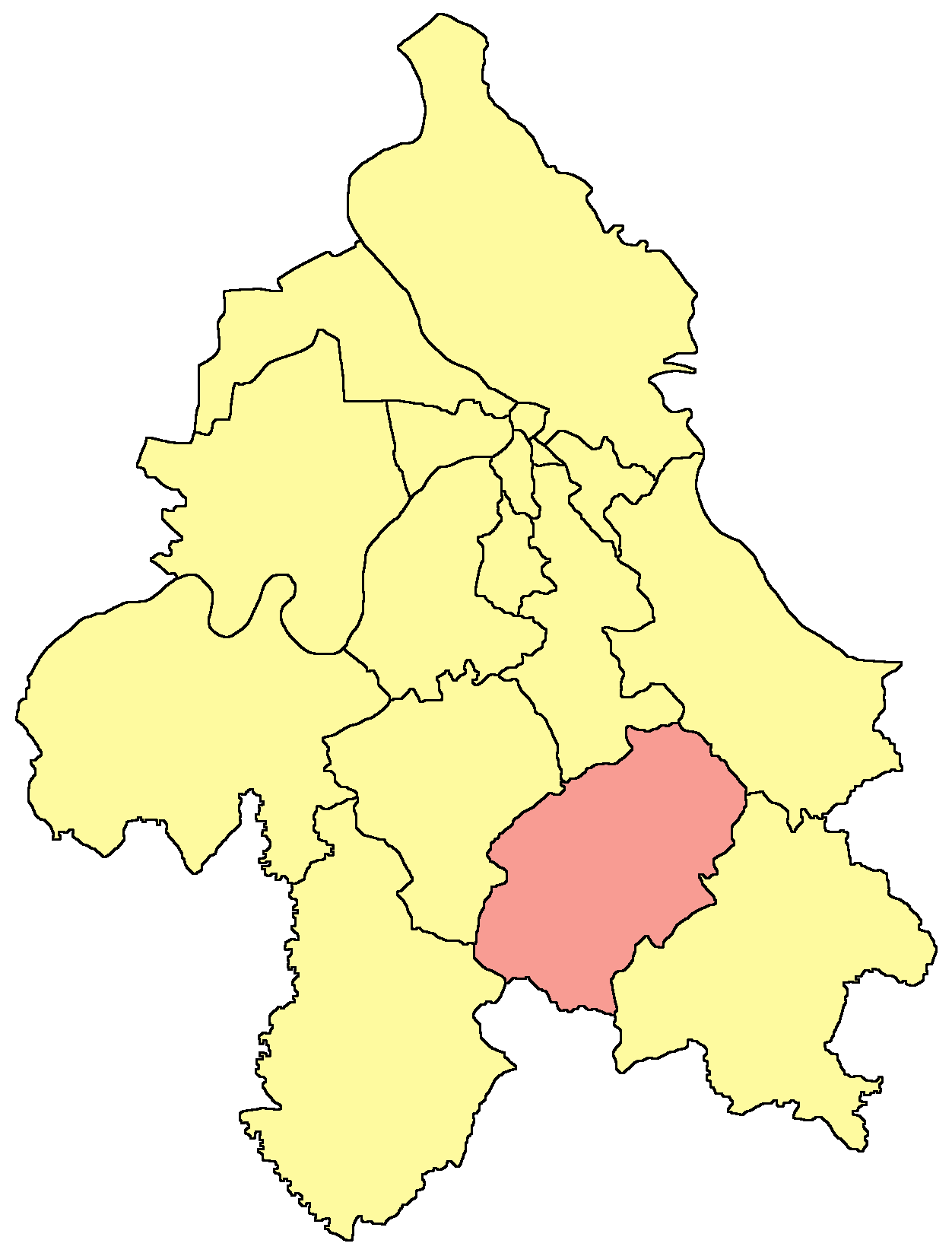
Localisation de la municipalité de Sopot dans la Ville de Belgrade.

Mali Požarevac (en serbe cyrillique : Мали Пожаревац) est un village de Serbie situé dans la municipalité de Sopot et sur le territoire de la ville de Belgrade. Au recensement de 2011, elle comptait 1 343 habitants.
Mali Požarevac, officiellement classé parmi les villages de Serbie, est situé sur les bords de la Ralja.

## Démographie

### Évolution historique de la population
| 1948  | 1953  | 1961  | 1971  | 1981  | 1991  | 2002  | 2011  |
| ----- | ----- | ----- | ----- | ----- | ----- | ----- | ----- |
| 1 295 | 1 359 | 1 455 | 1 461 | 1 473 | 1 472 | 1 479 | 1 343 |

|  |